# Ngerulmud
Ngerulmud je sídlo vlády a zároveň hlavní město státu Palau. Nachází se ve spolkovém státě Melekeok a má nejnižší počet obyvatel ze všech hlavních měst světa.
Dne 7. října 2006 bylo sídlo vlády přesunuto sem z bývalého hlavního města Koror.
Ngerulmud leží na ostrově Babeldaob, 20 km severovýchodně od Kororu a 2 km severozápadně od sídla Melekeok.
Dominantou města je Kapitol Palau.

## Historie
Palauská ústava, přijatá v roce 1979, stanovila, že parlament, který tehdy sídlil v Kororu, měl do deseti let zřídit trvalé hlavní město na sousedním ostrově Babeldaob.